# Catyclia intermedia
Catyclia intermedia är en orkidéart som först beskrevs av Francisco E.L.de Miranda, och fick sitt nu gällande namn av Ined. Catyclia intermedia ingår i släktet Catyclia och familjen orkidéer. Inga underarter finns listade i Catalogue of Life.